# Малишево (община)
Община Малишево (на сръбски: Општина Малишево, на албански: Komuna e Malishevës) е община в Призренски окръг, Косово. Общата ѝ площ е 400 км2. Населението на общината през 2011 година е 54 664 души. Неин административен център е град Малишево.
1. ↑  askapi.rks-gov.net